# Valdisotto
Valdisotto (Valdesót in dialetto valtellinese) è un comune italiano sparso di 3 548 abitanti della provincia di Sondrio in Lombardia. Fa parte della Comunità montana Alta Valtellina. 

## Origini del nome
Il comune deve il proprio nome all'omonima valle - appunto, la Valdisotto. Situata a sud di Bormio e formata da uno stretto corridoio percorso dal fiume Adda, la valle mette in comunicazione la conca di Bormio con la Valtellina, con il lago di Como e con la Pianura Padana.

## Storia

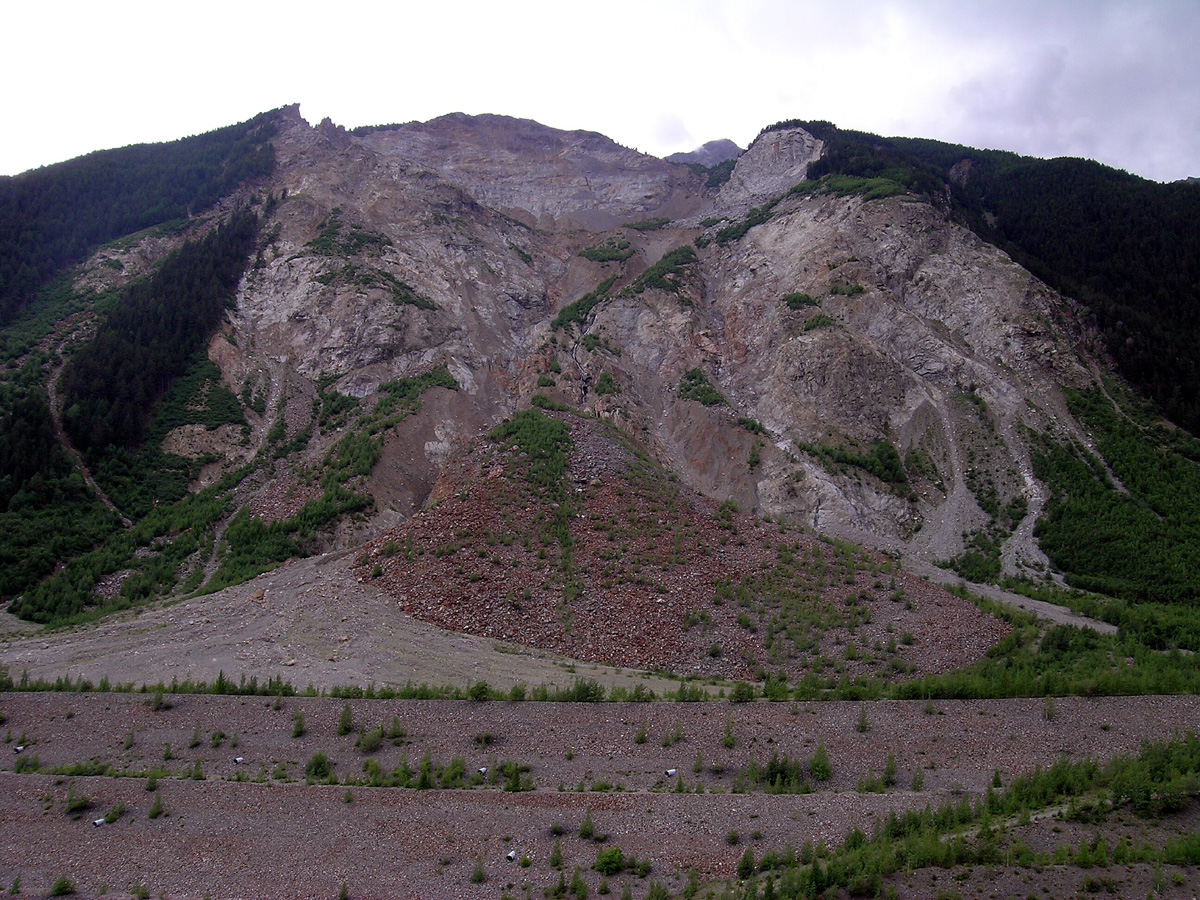
La frana staccatasi il 28 luglio 1987 dal Monte Zandila

Il comune di Valdisotto fu quello più duramente colpito dai tragici eventi del luglio 1987, anno dell'alluvione della Valtellina. Infatti la frana che si staccò dal Monte Coppetto distrusse interamente il paese di Sant'Antonio Morignone e la contrada di Morignone.
Il maggior numero di morti, 28, si ebbe però nella frazione di Aquilone che non era stata evacuata e che venne distrutta dallo spostamento d'aria. A questi bisogna aggiungere 7 operai che stavano lavorando per ripristinare la strada ingombrata da uno smottamento pochi giorni prima. Da questa rovinosa frana si salvò la chiesa di San Bartolomeo de Castelaz che, grazie alla sua posizione un poco sopraelevata, venne interamente circondata dalla frana stessa.
Nel comune di Valdisotto sono presenti due comprensori sciistici: quello di Oga, che si collega a San Colombano e alle piste da sci di Isolaccia nel comune di Valdidentro, e quello di Bormio. Infatti le pendici del monte Vallecetta su cui si trovano gli impianti e le piste da sci si trovano in comune di Valdisotto.

### Simboli
Nel capo è rappresentata la Torècia, cioè una parte di antica torre e muraglia in pietra che cingeva l'ampio contado bormiese, la cosiddetta "Magnifica Terra", nei secoli di autonomia giuridica, amministrativa e politica dal Medioevo fino al Rinascimento.
Il gonfalone è un drappo partito di rosso e di azzurro.

## Monumenti e luoghi d'interesse

### Architetture religiose
A Oga:
- Chiesa parrocchiale dei Santi Lorenzo e Colombano di Oga,[5] dedicata a san Lorenzo martire dei primi secoli e diacono arso vivo sulla graticola, proprio in sua memoria la notte fra il 9 e 10 agosto sul versante del paese di Oga che domina la conca del Bormiese vengono accesi grossi falò che ardono fino all'alba[6]. Il compatrono è il missionario irlandese san Colombano, venerato da molti secoli in Alta Valtellina, la leggenda vuole che al suo passaggio in queste desolate valli, fondò una chiesa in seguito a lui dedicata. Attestata già nel 1347, la chiesa venne ricostruita in stile neogotico negli anni 1920,[7] a seguito di un devastante incendio.[8] Internamente, spiccano due Flügelaltäre, tra i quali uno del 1538.[8]
- Santuario della Madonna di Caravaggio[9], (1725) realizzata su progetto del maestro intelvese Antonio Perini[10].[11]

A Cepina:
- Chiesa di Santa Maria Assunta
- Ossario di Cepina, edificato a metà del '700 per volontà dei cepinaschi, al suo interno vi lavorarono le massime maestranze artistiche del '700 Valtellinese. Già a pochi anni dalla sua edificazione veniva riconosciuto monumento nazionale. Nasce come ossario attiguo alla chiesa parrocchiale di Santa Maria Assunta di Cepina e nel corso del '900 viene utilizzato come battistero.
- Chiesa dei Santi Rocco e Sebastiano (XVIII secolo)[12]
- Oratorio dei Confratelli (XVII secolo)[13]

Altro:
- Chiesa di Santa Lucia (XII-XVI secolo), nell'omonima località;[14]
- Memoriale della frana della Val Pola (2007), situato in località Aquilone;[15]
- Chiesa di San Bartolomeo de Castelàz (post 1393), scampata all'alluvione del 1987;[16]
- Chiesa dei Santi Francesco da Paola e Antonio da Padova (1735-1737), situata a Tola;[17]
- Chiesa di San Colombano[18], del XVII secolo, situata nel comprensorio di San Colombano a Dosso le Pone (2.484 m);
- Chiesa di San Giovanni Evangelista (XVII secolo), in località Piazza;[19]
- Chiesa delle Sante Maria Maddalena e Teresa del Bambin Gesù (1933), in località Santa Maria Maddalena;[20]
- Chiesa di Sant'Anna, in località Piatta;[21]
- Chiesa dei Santi Pietro, Erasmo e Marcellino (XIV-XVI secolo), in località San Pietro;[22]
- Chiesa della Madonna della Neve (1911), eretta in sostituzione di una precedente cappella in località Monte.[23]

### Architetture militari
- Forte Venini, più comunemente conosciuto come Forte di Oga.[24] Costruito tra il 1908 e il 1912, fu utilizzato tra il giugno del 1915 e il settembre 1918 per cannoneggiare le postazioni austriache durante il primo conflitto mondiale.[25]

## Società

### Evoluzione demografica
Abitanti censiti

## Amministrazione

### Sindaci
- Alessandro Pedrini: 2004-2009 e 2009-2014
- Sergio Bracchi: 2014-2016 (Dimesso)
- Salvatore Angieri: 2016-2017 (Commissario Prefettizio)
- Alessandro Pedrini: 2017-2022 e 2022-2027